# S'Almonia
S'Almonia (pronúncia local: [səwmu'niə]) és una petita cala del municipi de Santanyí, al sud-est de l'illa de Mallorca. És molt propera a la urbanització i la platja de Cala Llombards, que queden al nord-est.